# 塔尔方
塔尔方是德国莱茵兰-普法尔茨州的一个市镇。总面积19.44平方公里，总人口1777人，其中男性882人，女性895人（2011年12月31日），人口密度91人/平方公里。